# Historic Scotland
Historic Scotland (skotsk gælisk: Alba Aosmhor) var et forvaltningsorgan under Scottish Office og senere Skotlands regering fra 1991 til 2015, der var ansvarlig for at Skotlands byggede kulturarv og fremme udbredelse af viden og interesse for dem.
Organisationen blev opløst med et forslag fra Skotlands parlament, der blev offentliggjort d. 3. marts 2014, og dets funktioner blev overført Historic Environment Scotland (HES) d. 1. oktober 2015. HES overtog også funktioner fra Royal Commission on the Ancient and Historical Monuments of Scotland.